# Statens arbetsmarknadskommission
Statens arbetsmarknadskommission var ett statligt organ för handläggande av arbetsmarknadsfrågor. Det instiftades 1940 och ersatte då Statens Arbetslöshetskommission (AK). Statens Arbetsmarknadskommission ersattes 1948 i sin tur av Arbetsmarknadsstyrelsen.